# M1117 가디언

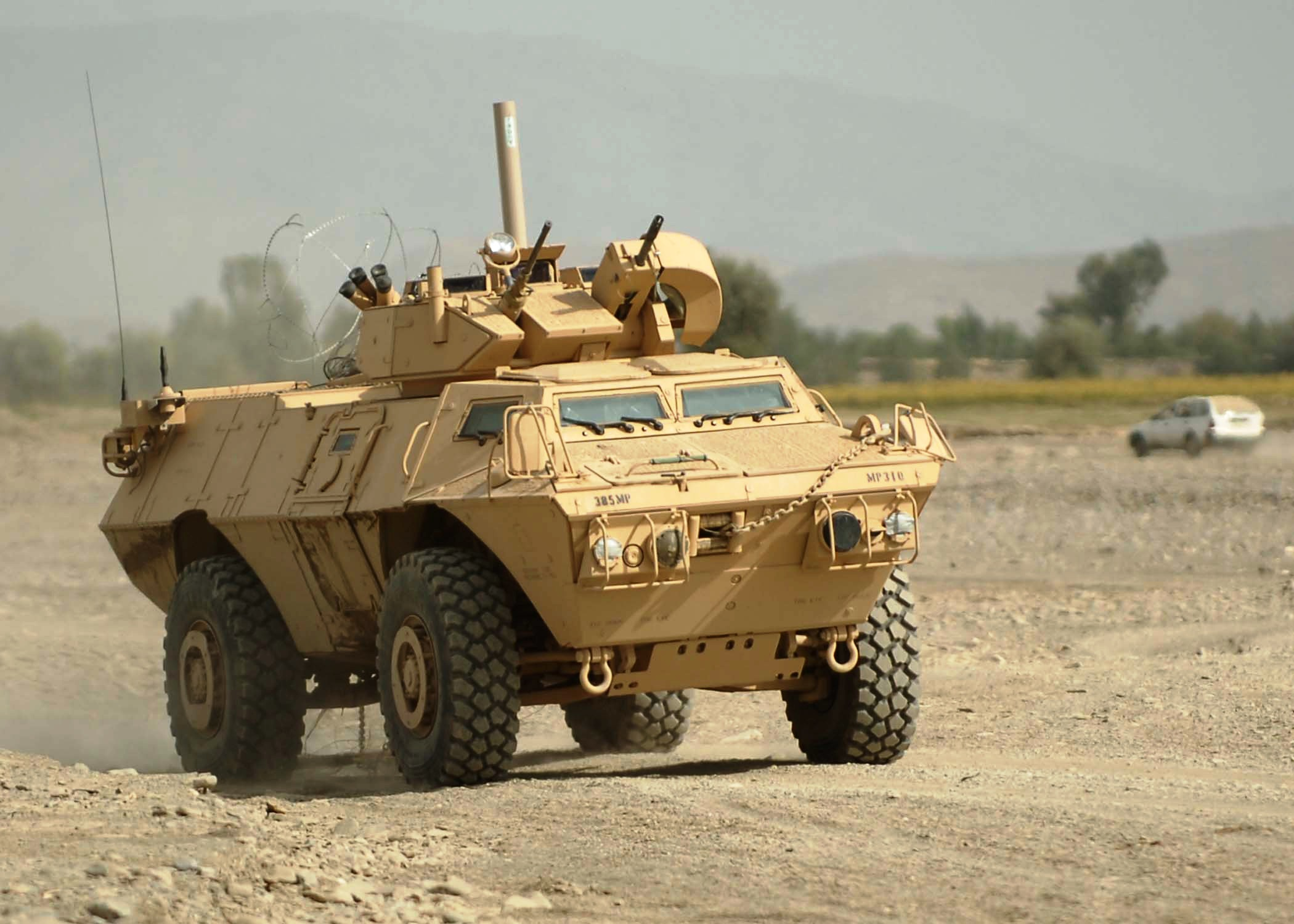
M1117 장갑차

M1117 가디언은 미국의 4륜 장갑차이다.

## 역사
1997년 2월 시제품이 생산되었다. 대량생산은 1999년부터 시자되었다. 조종사 1명 포함, 5명이 탑승한다.
미군 최초의 대전차 지뢰 방호 기능의 장갑차이다. 대당 80만 달러이다. 14만 달러인 M1114 험비, 22만 달러인 강화형 M1114 보다 훨씬 비싸다.
C-17 글로브마스터III 수송기에 6대를 탑재할 수 있다.